# Internationaler Volkssportverband
Der Internationale Volkssportverband e. V. (IVV) ist der Zusammenschluss nationaler Volkssportverbände mit Sitz in München.
Der Internationale Volkssportverband wurde 1968 von den Ländern Schweiz, Liechtenstein, Österreich und Deutschland als internationaler Verband gegründet. Heute ist der Verband in mehr als 40 Ländern vertreten, wodurch weltweit über 3.000 Vereine jährlich mehr als 6.500 Volkssportveranstaltungen anbieten. Das Breitensportangebot reicht von hauptsächlich Wandern über Radfahren, Schwimmen, Skiwandern u. v. m. Weltweit nehmen über 7 Millionen Menschen aller Altersklassen daran teil.
Der Zusammenschluss nationaler Volkssportverbände auf internationaler Ebene sowie die Bildung von kontinentalen Verbänden hat das Ziel, die Freundschaft, den Frieden und die Gesundheit durch einen nicht-leistungsorientierten Freizeit- und Breitensport für alle zu fördern. Die IVV Sportangebote bieten jeder Personen- und Altersgruppe die Möglichkeit, Aktivitäten in freier Natur ohne Leistungsdruck auszuüben. Dieses offene und ungezwungene Konzept unterscheidet den IVV von leistungsorientierten Sportangeboten. Die für jedermann offenen Sportangebote gelten für die Teilnehmer als Wertung für den Erwerb des „Internationalen Volkssportabzeichens“. Eine Mitgliedschaft im IVV ist nicht erforderlich. Alle Teilnahmen und die erwanderten Kilometer werden in einem IVV-Wertungsheft, das weltweit gültig ist, registriert.

## Ziele
Sinn und Zweck des Volkssportverbandes ist die Förderung gemeinsam durchgeführter sportlicher Aktivitäten im Kontext Breitensport. Überwiegend ist damit Wandern gemeint, aber auch andere Sportarten wie Schwimmen, Skifahren oder Radfahren. Ausdrücklich wird darauf hingewiesen, dass diese Aktivitäten keinen Wettkampfcharakter besitzen. Außerdem verfolgt der Verband das Ziel, durch den gemeinsamen Volkssport persönliche internationale Freundschaften zu fördern und damit zur Völkerverständigung beizutragen.

## Struktur
Die Mitglieder sind überwiegend nationale Volkssportverbände (hauptsächlich in Europa, aber auch in den USA, in Kanada oder Japan). Darüber hinaus sind weltweit einzelne Vereine Mitglied, sofern kein nationaler Volkssportverband existiert (z. B. in Indonesien, Brasilien und Australien).

## Mitgliedsverbände
(nach Ländern geordnet)
- Belgien: Belgisch Volkssport Verbond / Fédération Belge de Marche Populaire (BVV/FBMP)
  - Flandern: Vrije Vlaamse Recreatiesporten (VVRS) / Vlaamse Wandelfederatie (VWF)
  - Wallonien: Fédération Francophone Belge de Marches Populaires (FFBMP)
- Dänemark: Dansk Motions Forbund (DMF)
- Deutschland: Deutscher Volkssportverband (DVV)
- Finnland: Suomen Latu
- Frankreich: Fédération Francaise des Sports Populaires (FFSP)
- Griechenland: Volkssport Association Greece
- Großbritannien: British Walking Federation (BWF)
- Island: Sport for All Iceland
- Italien: Federazione Italiana Amatori Sport Populari (FIASP)
- Japan: Japanese Volkssport Association (JVA)
- Kanada: Canadian Volkssport Federation / La Fédération Canadienne Volkssport (FCV)
- Luxemburg: Fédération Luxembourgeoise de Marche Populaire (FLMP)
- Niederlande: Nederlandse Federatie voor Volkssport (NFV)
- Norwegen: Norges Folkesportforbund (NFF)
- Österreich: Österreichischer Volksportverband (ÖVV)
- Polen: Polska Federacja Popularyzacy Turystyki (PFPT)
- Schweden: Svenska Folksportförbundet (SFF)
- Schweiz/Liechtenstein: Volkssportverband Schweiz-Liechtenstein (VSL)
- Slowakei: Klub Slovenských Turistov (KST)
- Südkorea: Korea Athletics Promotion Association
- Tschechien: Klub Českých Turistú (KČT)
- Türkei: Tarim Mahallesi (TM)
- Ungarn: Komárom-Esztergom Megyei Természetbarát Szovetseg
- Vereinigte Staaten: American Volkssport Association (AVA)[1]

## Geschichte
Der IVV wurde 1968 als internationaler, übergeordneter Verband einer Reihe von Volkssportvereinen aus Deutschland, der Schweiz, Österreich und Liechtenstein gegründet. Erst anschließend gründeten sich die nationalen Verbände, die in den IVV eintraten und die bisher direkt beim IVV angesiedelten Mitgliedsvereine aufnahmen.
Ab 1972 wurden in vielen weiteren Staaten nationale Verbände gegründet, die Aufnahme im IVV fanden.

## Veranstaltungen
Jährlich wird am 8. Mai der Weltwandertag ausgerichtet, bei dem die Teilnehmer eine Urkunde erhalten. Der IVV bietet noch eine ganze Reihe weiterer Großveranstaltungen an, beispielsweise IVV-Olympiaden oder kontinentübergreifende Läufe wie den IVV Weltcup.
Die Masse der Veranstaltungen wird jedoch durch die Mitgliedsvereine der nationalen Volkssportverbände bzw. durch die Einzelmitgliedsvereine durchgeführt.

## Mitglieder
2006 waren im IVV nationale Verbände aus 26 Staaten sowie Einzelmitgliedsvereine aus weiteren 23 Staaten zusammengeschlossen. Damit umfasste der IVV weltweit ca. 5500 Vereine.
An den 7500 Veranstaltungen nahmen etwa 14 Millionen gemeldete Menschen teil. Hinzu kommt noch eine hohe „Dunkelziffer“ nicht registrierter Teilnehmer, die die Organisationsleistung der Veranstaltungen unter Umgehung der geringen Teilnahmegebühr in Anspruch nehmen.

### Österreichischer Volkssportverband (ÖVV)
Der Volkssportverband Österreich (ÖVV) ist Mitglied im IVV, in dem gegenwärtig 25 National Members (Mitgliedsverbände) und in 14 Staaten Direct Member Clubs (Einzelmitgliedsvereine) angehören und versteht unter „Volkssport“ hauptsächlich Wanderungen, Radwanderungen und Schwimmen ohne leistungssportlichen Charakter, ohne Sollzeiten und ohne Sieger.
Derartige Veranstaltungen der 161 ÖVV-Mitgliedsvereine, (Bgld =12, Knt = 2, NÖ = 60, OÖ = 50, Sbg = 2, Stmk = 11, Tirol = 14, Vlbg = 8, W =2;) an denen jedermann teilnehmen kann, sollen den Teilnehmern ohne körperliche Überforderung zu einer ungezwungenen Bewegung in der freien Natur verhelfen. Der ÖVV sieht darin einen Beitrag zur Volksgesundheit.